# 캘리포니아 돌스
《캘리포니아 돌스》(영어: ...All the Marbles)는 미국에서 제작된 로버트 올드리치 감독의 1981년 코미디 드라마 영화이다. 피터 포크 등이 출연하였다.
미국 외 국가에서는 “The California Dolls”라는 제목으로 유통되었는데, 그 이유는 “all the Marbles”가 미국에서만 통용되는 관용구여서 여타 영어권 국가에서는 이해하지 못하는 표현이었기 때문이다.

## 출연진
- 피터 포크
- 비키 프레더릭
- 로린 랜던
- 리처드 제이컬
- 버트 영
- 페이스 민턴
- 트레이시 리드

## 기타 제작진
- 협력 제작: 월터 블레이크, 에디 세이타
- 배역: 루번 캐넌
- 미술: 칼 앤더슨
- 의상: 밥 매키